# Io t'ho incontrata a Napoli
Io t'ho incontrata a Napoli è la versione italiana, della canzone Somewhere in via Roma, composta dal musicista statunitense Hoagy Carmichael con testo inglese di John Forte e le rime italiane di C. Deani e M. Rivi.
Composta a Napoli, dal compositore Hoagy Carmichael, durante la sua permanenza nella città al seguito delle truppe americane come organizzatore di spettacoli per i militari, con il testo in inglese di John Forte e il testo italiano di Deani e Rivi. La canzone venne lanciata grazie al film di Mario Mattoli "La vita ricomincia": qui Alida Valli la canta in una famosa scena al ristorante e, poi, all'inizio del 1946 dal cantante Armando Broglia raggiungendo un grande successo anche attraverso la radio. Poco dopo venne prodotto il film omonimo diretto da Pietro Francisci.
Su alcuni spartiti musicali della canzone, l'autore unico di musica e testo, viene indicato come lo scrittore italo americano John Forte, ma questo contrasta con la maggior parte delle fonti e con il catalogo ufficiale delle composizioni di Carmichael 
Uno degli autori del testo italiano, Marcella Rivi, era lo pseudonimo della cantante e paroliera Sonia Pearlwing (1910-1981), moglie del compositore Carlo Innocenzi, autrice di diversi testi di canzoni.

## Versioni successive
La canzone venne incisa anche da Carlo Buti con un testo diverso dall'originale, in aggiunta erano state inserite quattro strofe, non presenti neanche nelle versioni successive di Narciso Parigi ed altri, negli anni 80 venne rilanciata da Massimo Ranieri.

## Il testo
L'incontro in via Roma a Napoli di un ufficiale americano e Angelina una aspirante attrice, i due si innamorano, poi il militare dovrà partire per la guerra, non ancora finita, ma tornerà e i due si sposeranno.